# Riho Suun
Riho Suun (* 27. April 1960 in Tartu, UdSSR) ist ein ehemaliger estnischer Radrennfahrer.
Seine Schulabschluss konnte Suun 1978 in Tartu machen. Sein Training startete er bei Mati Taba in der Arbeitsreserve. Erste Erfolge konnte er mit dem Etappensieg auf der 4. Etappe der Tour de l’Avenir 1980 erzielen. 1981 wurde er Zweiter auf der 2. Etappe und Gesamtdritter der Luxemburg-Rundfahrt 1981. 1982 konnte er zwei Etappen bei der Friedensfahrt gewinnen, siegte im Eintagesrennen Rund um Prag, wurde Siebter in der Gesamtwertung und wurde Sowjetischer Meister im Straßenrennen. 1983 wurde Zweiter bei den Sowjetischer Meisterschaften im Straßenrennen hinter Sergej Ermantschenkow und startete erstmals bei den UCI-Straßen-Weltmeisterschaften und wurde als 55. im Straßenrennen der Amateure klassiert. 1984 siegte er im Rennen Tartu Rattaralli. 1985 nahm er an der Friedensfahrt teil und gewann 3 Etappen. Beim Grand Prix Guillaume Tell 1985 wurde er Zweiter in der Gesamtwertung. Im gleichen Jahr wurde Suun als Einzelsportler und mit der Mannschaft zum Sportler des Jahres in der Sowjetunion gewählt. 1987 wurde erneut Zweiter bei den Sowjetischer Meisterschaften im Straßenrennen hinter Dschamolidin Abduschaparow. 1988 gewann er eine Etappe bei der Schweden-Rundfahrt und nahm an den Olympischen Spielen 1988 und belegte den 60. Platz im Straßenrennen.
1989 wurde er bei der spanischen Radsportmannschaft Kelme Profi und 1990 startete er kurzzeitig für die russischen Radsportmannschaft Lada-Ghzel. Er beendete seine Karriere 1990. Seit 1994 ist er als Geschäftsführer von AS Plaadipunkt tätig.

## Erfolge
1989
- Sowjetischer Meisterschaften – Straßenrennen (Profi)[6]